# Bill Crow
Bill Crow (Othello, 27 dicembre 1927) è un contrabbassista statunitense.

## Biografia
Nato a Othello, nello stato di Washington si trasferì giovanissimo con la famiglia Kirkland. Dopo il liceo suonò per breve tempo il sassofono nella University of Washington Band a Seattle. 
Nel 1946 entrò nell'esercito e suonò flicorno, trombone, e batteria fino al 1949. 
Tornato alla vita civile, suonò in un quartetto jazz a Seattle. 
Nel gennaio 1950, Crow si trasferì a New York, studiò per un breve periodo trombone con Lennie Tristano, ed ebbe modo di conoscere molti artisti e musicisti newyorchesi. 
Cominciò da autodidatta a suonare il contrabbasso, che sarebbe diventato il suo principale strumento. 
Nel 1954 comprò un contrabbasso di liuteria francese che suona ancora oggi.
Crow ha collaborato con Mike Riley, John Benson Brooks, Teddy Charles, Stan Getz, Al Haig, Claude Thornhill, Terry Gibbs, Don Elliot, Jerry Wald, Marian McPartland, Jimmy McPartland, Jimmy Raney, Jim Hall, Gerry Mulligan, Al Cohn & Zoot Sims, Bob Brookmeyer & Clark Terry, Roger Kellaway, Quincy Jones, Benny Goodman, Eddie Condon, Walter Norris, Peter Duchin, Marty Napoleon, Chris Griffin, Gene DiNovi, Doug Proper, Joe Beck, Lou Caputo, Art Baron, Phil Woods e Carmen Leggio. Attualmente collabora spesso col pianista Hiroshi Yamazaki.
Ha suonato in diversi spettacoli di Broadway, tra cui Boccaccio, Rogers & Hart, The King and I, The Grand Tour, Morrisey Hall. Ha una lunga attività di incisioni come sideman e due CD come leader: The Bill Crow Quartet, con la  Venus Records di Tokyo. Si è anche autoprodotto un album in trio con Hiroshi Yamazaki e John Cutrone dal titolo Embraceable You, e un altro col chitarrista Armand Hirsch intitolato Bill Crow Sings.